# رموز الألعاب البارالمبية
رموز الألعاب البارالمبية (بالإنجليزية: Paralympic symbols)‏ هي الأيقونات والأعلام والرموز التي تستخدمها اللجنة البارالمبية الدولية للترويج للألعاب البارالمبية.

## شعار
شعار الألعاب البارالمبية هو "الروح في الحركة". تم تقديم هذا الشعار في عام 2004 في دورة الألعاب البارالمبية في أثينا. كان الشعار السابق هو "العقل والجسد والروح" والذي تم تقديمه في عام 1994.

## رمز الألعاب البارالمبية

### الحاضِر

يتكون رمز الألعاب البارالمبية من ثلاثة ألوان: الأحمر والأزرق والأخضر، وهي الألوان الثلاثة الأكثر تمثيلاً في الأعلام الوطنية حول العالم.

يتكون رمز الألعاب البارالمبية من ثلاثة " أهلة " ملونة بالأحمر والأزرق والأخضر وتحيط بنقطة واحدة على حقل أبيض. "أجيتو" (كلمة لاتينية تعني "أنا أتحرك") هو رمز للحركة على شكل هلال غير متماثل. تمثل ألوان الأعلام ذات الخلفية البيضاء الألوان الثلاثة الأكثر تمثيلاً في الأعلام الوطنية حول العالم. تتمحور الشعارات الثلاثة حول نقطة مركزية للتأكيد على "الدور الذي تلعبه اللجنة البارالمبية الدولية في جمع الرياضيين من جميع أنحاء العالم وتمكينهم من المنافسة". ويرمز الشكل أيضًا إلى الرؤية البارالمبية "لتمكين الرياضيين البارالمبيين من تحقيق التميز الرياضي وإلهام العالم وإثارته".
تم تصميم الشعار من قبل وكالة "شولز والأصدقاء" كتحديث للشعار ثلاثي الألوان الذي تم اعتماده لأول مرة في عام 1992. تم استخدامه بصفة رسمية لأول مرة خلال حفل ختام دورة الألعاب البارالمبية الصيفية 2004 في أثينا، حيث تم تسليم علم بارالمبي جديد يحمل الشعار إلى بكين وهي الدولة المضيفة لدورة الألعاب البارالمبية الصيفية 2008. تم استخدام الشعارات كجزء من العلامة التجارية للألعاب البارالمبية لأول مرة في دورة الألعاب البارالمبية الشتوية 2006.
في أكتوبر 2019 كشفت اللجنة البارالمبية الدولية عن هوية مؤسسية جديدة ونسخة محدثة من الشعار؛ حيث تم تغيير الأهلة الثلاثة ليكون لهما هندسة "أكثر صرامة" مع أشكال ومحاذاة متسقة وتم تفتيح الألوان لتتناسب مع تلك المستخدمة في الحلقات الأولمبية . وأعلنت اللجنة البارالمبية الدولية أيضًا عن "سرد العلامة التجارية" الجديد "التغيير يبدأ بالرياضة" من أجل "التواصل بشكل أفضل بشأن التأثير التحويلي الذي تحدثه الحركة البارالمبية على المجتمع ودفع أجندة حقوق الإنسان".

### في السابق

استخدم الرمز البارالمبي الأول (1988-1994) بخمسة رموز.

تم إنشاء أول شعار بارالمبي مخصص لدورة الألعاب البارالمبية الصيفية عام 1988 في سيول واستند إلى عنصر زخرفي كوري تقليدي يسمى " با" { هانغول : 파؛ هانجا : 巴}، اثنان منهما يشكلان رمز التايغوك في وسط علم كوريا الجنوبية. استخدم العلم البارالمبي الأول خمسة أعلام مرتبة بشكل مشابه للحلقات الأولمبية وألوانها كانت أيضًا متطابقة.
أما في عام 1991 فقد طلبت اللجنة الأولمبية الدولية رسميًا من اللجنة الدولية لتنسيق المنظمات الرياضية العالمية للأشخاص ذوي الإعاقة تعديل شعار الألعاب البارالمبية بسبب التشابه بين رمز الخمسة با والشعار الأولمبي وبالتالي احتمالية حدوث ارتباك بين الاثنين. وفي نوفمبر 1991 صوت أعضاء اللجنة البارالمبية الدولية ضد اعتماد شعار جديد يتألف من ستة باس متداخلة في دائرة (تمثل مناطق اللجنة البارالمبية الدولية الستة آنذاك - أفريقيا والأمريكيتين وآسيا وأوروبا والشرق الأوسط وأوقيانوسيا) واختاروا بدلاً من ذلك الاحتفاظ بالرمز المكون من خمس باس. ومع ذلك أوضحت اللجنة الأولمبية الدولية أنها سترفض أي تعاون مستقبلي مع اللجنة البارالمبية الدولية إذا ظل الرمز المكون من خمسة باس في مكانه.

استخدام الرمز البارالمبي الثاني (1994-2004) بثلاثة رموز.

وخلال دورة الألعاب البارالمبية الشتوية لعام 1992 تم الكشف عن رمز بارالمبي جديد وذلك باستخدام نسخة مبسطة جديدة تستخدم ثلاثة رموز فقط وتمثل الشعار الجديد للمؤسسة - الجسد والروح والنفس.
وفي أعقاب هذا الاتفاق بين اللجنة الأولمبية الدولية واللجنة البارالمبية الدولية تم التوقف عن استخدام رمز الخمسة باس بعد دورة الألعاب البارالمبية الشتوية لعام 1994 في ليلهامر بالنرويج حيث بدأت اللجنة المنظمة للألعاب البارالمبية في ليلهامر (أل بيه أو سي) بالفعل برنامج تسويق يعتمد على رمز الخمسة باس. ثم بقيت النسخة المكونة من ثلاثة أجزاء سارية رسميًا منذ اختتام دورة ألعاب ليلهامر وحتى دورة الألعاب البارالمبية الصيفية لعام 2004.

## شعارات الألعاب البارالمبية
تتمتع كل نسخة من الألعاب البارالمبية بشعار فريد يجسد رؤيتها ومثلها العليا تمامًا مثل الألعاب الأولمبية. إذ أن كل شعار فردي ويحترم التصميم المحلي وشخصية الدولة المضيفة. وكل نسخة من الألعاب البارالمبية لها شعار فريد يجسد رؤيتها ومثلها العليا تمامًا مثل الألعاب الأولمبية.
انظر أيضًا: الفئة:الألعاب البارالمبية الصيفية والفئة:الألعاب البارالمبية الشتوية لمختلف الشعارات البارالمبية. تتضمن هذه التصميمات نسختهم من الرمز البارالمبي المستخدم في ذلك الوقت واسم الحدث وسنة انعقاده، بالإضافة إلى عنصر أو أكثر من العناصر المميزة والثقافية للبلد المضيف أو المدينة المضيفة لتحديد الحدث.
وتقع على عاتق اللجنة البارالمبية الدولية مسؤولية الموافقة على الشعارات البارالمبية للألعاب البارالمبية. حيث يتم استخدام الشعارات البارالمبية في المواد الترويجية من قبل الرعاة وعلى الزي الرسمي لكل متنافس في الألعاب البارالمبية. وجميع الشعارات هي ملك لـ آي بيه سي.
- روما 1960 –
- طوكيو 1964 –
- 1968 –
- هايدلبرغ 1972 –
- تورونتو 1976 –
- أورنشولدسفيك 1976 –
- أرنهيم 1980 –
- جيلو 1980 –
- ستوك ماندفيل ونيويورك 1984 –
- إنسبروك 1984 –
- سيول 1988 –
- إنسبروك 1988 –
- تيني - ألبرتفيل 1992 – صممه جان ميشيل فولون
- برشلونة 1992 – في الأصل اقترحت اللجنة المنظمة لدورة الألعاب الأولمبية الصيفية الخامسة والعشرين (COOB'92) باعتبارها أول لجنة تنظيمية موحدة على الآي سي سي واللجنة الأولمبية الدولية استخدام نفس شعار الألعاب الأولمبية، ولكن مع إزالة الحلقات الأولمبية واستبدالها بكلمة "الألعاب البارالمبية". رفضت كل من اللجنة الأولمبية الدولية والآي سي سي الاقتراح، وفي النسخة الثانية تمت إضافة 5 با المستخدم في سيول. لكن الاقتراح قوبل بالرفض مرة أخرى. ثم تم تقديم اقتراح ثالث وتم قبوله من قبل اللجنتين. يرمز الشعار الجديد إلى فرد (رجل أو امرأة) في موقف ديناميكي على كرسي متحرك "شخصية إنسانية في موقف رياضي". وقد كان هذا التصميم نسخة معدلة من الشعار الأولمبي مع تعديل بسيط: تم استبدال أرجل الرياضي بدائرة ترمز إلى عالم الغزل والكرسي المتحرك والرياضة المعدلة.[10]
- ليلهامر 1994 – تصف شعب الشمس هذه الصورة وصورت أفكار القوة والحيوية والقدرة والطاقة.[11]
- أتلانتا 1996 - شعار دورة الألعاب البارالمبية في أتلانتا بعنوان "ستارفاير" حيث كان من المفترض أن يمثل تحقيق حلم الرياضي وأسطورة العنقاء. النقطة الخامسة للنجمة التي يكشف عنها "التدفق الديناميكي للحلقات" تمثل تحقيق سعي الرياضيين.[10]
- ناغانو 1998 – تم تصميم الشعار المختار لدورة الألعاب البارالمبية الشتوية ناغانو 1998 من قبل ساداهيكو كوجيما بعد الإعلان عن مسابقة وطنية. وهو يمثل شكلًا مبسطًا من الحرف الصيني "ناجا" لناغانو. ويشمل أيضًا أرنبًا يقفز ويلعب في الثلج أو على الجليد. تم دمج هذا الشكل مع تفاصيل الألعاب وشعار IPC السابق المكون من ثلاثة تايجو.
- سيدني 2000 - يجسد شعار دورة الألعاب البارالمبية سيدني 2000 حيوية مدينة سيدني وروح أستراليا وقدرة وإنجازات الرياضي البارالمبي. حيث يصور الشعار شكلاً بشريًا ديناميكيًا - ممثلاً بثلاثة أشكال رسومية - يقفز إلى الأمام منتصراً و"يخترق" نحو دورة الألعاب البارالمبية في عام 2000. كما أنها تصور شعلة الألعاب البارالمبية وتردد أشرعة أعظم معلم في سيدني دار الأوبرا في سيدني . ويتكون الشعار من ثلاثة ألوان بارالمبية تمثلها ظلال الألوان الفريدة لأستراليا: الأزرق الغامق لميناء سيدني والأحمر الدافئ للمناطق النائية والأخضر المورق للغابة.[12]
- سولت ليك 2002 - يمكن تقسيم شعار دورة الألعاب البارالمبية في سولت ليك إلى ثلاثة أجزاء مميزة تشكل الشعار بأكمله. تمثل الكرة في الأعلى الوحدة العالمية واللحظة الجديدة للحركة البارالمبية، كما تمثل رأس الرياضي البارالمبي وهو ما يبدو أن الشعار العام يصوره. ويمثل الخطان العريضان السائلان الرياضي أثناء الحركة مع ثلاثة تاي جوك شعار اللجنة البارالمبية الدولية آنذاك أسفل الرياضي.[12]
- أثينا 2004 - أطلق عليه اسم "ابن الشمس" وكان هذا الشعار مستوحى من قرص فايستوس أسطورة إريكثونيوس الأثيني والشمس. حيث يهدف هذا التصميم إلى تجسيد القوة والتصميم لدى الرياضي البارالمبي. ويظهر فيه صورة للاعب رياضي يتطلع إلى المستقبل، مما يرمز إلى التفاؤل بالمستقبل. وفي الوقت نفسه يحاول هذا الوجه الإنساني أن يعكس قوة إرادة الفرد وتصميمه على النجاح في جميع المساعي. كما أن خطوط الوجه ناعمة والألوان المختارة هي ظلال دافئة ومشرقة من اللون البرتقالي.[13]
- تورينو 2006 – ثلاثة عناصر رسومية استخدمت كجزء من تصميم شعار الألعاب الأولمبية بمواضع مختلفة. حيث يصور الشعار شخصيات بشرية تخلق حركة صعودية عالية. صممه استوديو بينينكاسا هوسمان.[12]
- بكين 2008 - أطلق على شعار دورة الألعاب البارالمبية بكين 2008 اسم "السماء والأرض والبشر" وتم الكشف عنه خلال حفل كبير في نصب الألفية الصيني في 13 يوليو 2004 في بكين، وكان على شكل رياضي في حالة حركة. وكان الهدف من ذلك تجسيد الجهود الهائلة التي يجب على الأشخاص ذوي الإعاقة أن يبذلوها في الرياضة وكذلك في الحياة اليومية. وقد تم استخدام ألوان الأجيتوس الثلاثة بطريقة مختلفة، لتمثيل الشمس (الأحمر) والسماء (الأزرق) والأرض (الأخضر). كما كانت تهدف أيضًا إلى عكس تكامل القلب والجسد والروح، والتي تعد من القيم الأساسية للثقافة الصينية وكذلك الألعاب البارالمبية.[14]
- فانكوفر 2010 - أطلق على هذا الشعار اسم "الإنسان يصبح جبلًا" وهو يصور جبال وسماء ساحل فانكوفر وغابات ويسلر.[15]
- لندن 2012 – تم تصميم هذا الشعار من قبل وولف أولينز وتم نشره في 4 يونيو 2007. وكان مشابهًا للشعار الأولمبي التقليدي مع بعض التغييرات الطفيفة ولا سيما إضافة عبارة "الألعاب البارالمبية" والشعارات بدلاً من الحلقات الأولمبية. وتمثيلًا للرقم 2012 تم تضمين الأحداث البارالمبية داخل الصفر.[16] أما الألوان القياسية هي أيضًا الأخضر والأرجواني والبرتقالي والأزرق. ومن أجل التمييز بين الشعارين تم استخدام خطوط وعلامات ملموسة وملونة داخل الرقم 2012.[17][18] وتم إصدار الشعار في نفس اليوم الذي تم فيه إصدار شعار الألعاب الأولمبية.
- سوتشي 2014 – "sochi2014.ru" كان الشعار البارالمبي الوحيد الذي يتضمن عنوان ويب. حيث تعكس المرآة التي أنشأتها "سوتشي" و"2014" مكانة سوتشي كنقطة التقاء بين البحر والجبال. وتم استخدام نفس شكل الشعار الأساسي لكل من الألعاب الأولمبية والألعاب البارالمبية ولكن بألوان مختلفة واستبدال الحلقات الأولمبية بالشعارات. وقد تم إصدار الشعار في 12 ديسمبر 2009 بعد 11 يومًا من إصدار شعار الألعاب الأولمبية.
- ريو 2016 – شعار على شكل قلب ثلاثي الأبعاد يرمز إلى الشمول والعاطفة والتسامح ودفء الشعب البرازيلي.[19]
- بيونج تشانج 2018 - يتضمن هذا الشعار الحرف الكوري الذي يرمز إلى الثلج والجليد والرياضيين البارالمبيين. وقيل إن الرسالتين معًا تصوران مهرجانًا كبيرًا للرياضيين والجمهور وكل شخص في جميع أنحاء العالم. كما أن الحروف المتجاورة ترمز أيضًا إلى المساواة، حيث تم استخدام الألوان الأساسية الخمسة لكوريا الجنوبية لتمثيل تفرد كل فرد.
- طوكيو 2020 - كان شعار الألعاب البارالمبية يتكون من نفس رقعة الشطرنج ذات اللون النيلي والتي كانت جزءًا من الشعار الأولمبي، ولكن في شكل مروحة يدوية على شكل دائرة. وقد كان الهدف من التصميم "التعبير عن الأناقة والرقي المتطور الذي يجسد التصميم الياباني". وحل التصميم محل تصميم سابق تم إلغاؤه بسبب مزاعم بأنه سرق شعار مسرح لييج Théâtre de Liège في بلجيكا.
- بكين 2022 - يتضمن هذا الشعار متزلجًا بارالمبيًا جالسًا مع زخارف شريطية صينية والحرف الصيني "飞" ( fēi ، بمعنى "طار") بأحرف قوس قزح.
- باريس 2024 - تم الكشف عن شعار الألعاب الأولمبية الصيفية وألعاب البارالمبية 2024 في 21 أكتوبر 2019 في جراند ريكس . وللمرة الأولى شاركت دورة الألعاب بارالمبية في نفس الشعار تمامًا مثل الألعاب الأولمبية المقابلة لها دون أي اختلاف أو تغيير يعكس الحدثين مما يشير إلى "طموحات" مشتركة. وعند عرضه على الجمهور تم توضيح أنه "من حيث الإرث تعتقد مدينة باريس أنه في جميع أنحاء العالم يمكن للأشخاص تعزيز مكانة الرياضة في حياتهم اليومية، وبغض النظر عن العمر ومهما كانت الإعاقة أو القدرة فإن جميع الأشخاص لديهم مكان ودور يلعبونه في نجاح باريس 2024".
- ميلانو كورتينا 2026 - في 30 مارس 2021 وبعد تصويت عام بين مرشحين اثنين، تم الإعلان عن تصميم باسم "فوتورا" من قبل شركة شركاء لاندور كشعار لدورة الألعاب الأولمبية الشتوية وألعاب البارالمبية لعام 2026. وتمت إعادة تلوين النسخة البارالمبية بتدرج أحمر وأزرق وأخضر لترمز إلى الشفق القطبي وألوان شعار الألعاب البارالمبية.[20][21][22]
- لوس أنجلوس 2028 - تم الكشف عن شعارات الألعاب الأولمبية الصيفية وألعاب البارالمبية لعام 2028 في الأول من سبتمبر 2020، حيث تحتوي على حرف "A" الذي يعكس التنوع الثقافي في لوس أنجلوس. حيث سيتم الكشف عن "الحرف A النهائي" خلال حفل ختام دورة الألعاب البارالمبية الصيفية 2024.[23][24][25]

## العلَم
العلم البارالمبي له خلفية بيضاء مع رمز الألعاب البارالمبية في الوسط.
تم رفع النسخة الحالية من علم الألعاب البارالمبي لأول مرة في عام 2019.

## تتابع المشعل والشعلة
حتى دورة الألعاب البارالمبية الشتوية 2010 كانت كل لجنة منظمة حرة في اختيار الطريقة وكيفية إضاءة المشعل البارالمبي. ومنذ دورة الألعاب البارالمبية الصيفية عام 1988 كان دور المشعل البارالمبي هو الحفاظ على الارتباط بالبلد المضيف والحفاظ على الطاقة المبذولة في الألعاب الأولمبية. باستثناء دورة الألعاب الأولمبية الصيفية لعام 1992 ودورة الألعاب الأولمبية الشتوية لعام 1994 حيث تم الاحتفاظ بالشعلة الأولمبية في المدينة المضيفة لاستخدامها في دورة الألعاب البارالمبية. وقد قامت كل مدينة بأداء طقوسها الخاصة بعد أيام من حفل الختام وبطريقة فريدة تحترم ثقافتها المحلية، ومنذ ذلك الحين أصبح من الطبيعي أن تقوم كل مدينة بنقل تتابع الألعاب البارالمبية إلى أماكن لم تصل إليها نظيرتها الأولمبية كما كانت الحال في تتابع أتلانتا 1996. وكانت المرة الأولى التي تم فيها استخدام مفهوم مشعل الألعاب البارالمبية الحالية في دورة الألعاب البارالمبية الشتوية عام 2002. وقد اختارت اللجنة المنظمة لدورة الألعاب الأولمبية الشتوية وألعاب البارالمبية لعام 2002 في مدينة سولت ليك 15 مجتمعًا في ولاية يوتا لاستضافة احتفالاتهم المحلية في الفترة من 1 إلى 4 مارس 2002 عندما أشعلوا النيران المحلية. وبعد الانتهاء من المراحل المحلية وفي النهاية تم إرسال كل مشعل داخل فانوس إلى مدينة سولت ليك. ثم في المساء الذي سبق حفل الافتتاح، تم دمج 15 شعلة في مرجل خاص أمام مبنى الكابيتول في ولاية يوتا. في الساعات الأولى من صباح اليوم التالي بدأت المرحلة الأخيرة من مسيرة شعلة دورة الألعاب البارالمبية الشتوية لعام 2002 وخلال مراسم الافتتاح أشعل كريس واديل وموفي ديفيس مرجل الألعاب البارالمبية. وكانت الدورة التالية لاستخدام هذا المفهوم هي دورة الألعاب البارالمبية الشتوية لعام 2010 عندما أقيمت الاحتفالات الأصلية في الفترة من 3 إلى 12 مارس/آذار 2010. وبدأت في أوتاوا حيث شارك حاملو الشعلة من جميع المقاطعات العشرة والأقاليم الكندية الثلاثة في العاصمة الكندية وولدت الشعلة من خلال طقوس قام بها ممثلو جميع الأمم الأصلية الكندية الذين استخدموا أساليبهم التقليدية وفي النهاية تم جمع الرماد ووضعه في صندوق تم إرساله إلى فانكوفر. بالإضافة إلى أوتاوا أقيمت احتفالات محلية خارج كولومبيا البريطانية في تورنتو كما شهدت مدينة كيبيك احتفالات محلية. وتم تنفيذ هذه الطقوس في 9 مدن ومجتمعات مختارة في كولومبيا البريطانية. وفي الساعات الأولى من صباح يوم حفل الافتتاح تم فتح جميع الصناديق التي تحتوي على الرماد في حفل خاص أيضًا مع الشعوب الأولى وولدت الشعلة البارالمبية وشقت طريقها إلى حفل الافتتاح في بي سي بليس .
وتم تحسين المفهوم المستخدم في هذه الإصدارات لدورة الألعاب البارالمبية الصيفية 2012 حيث تم إضاءة أربعة مراجل إقليمية في كل من الأمم الأصلية (إنجلترا - أيرلندا الشمالية - اسكتلندا - ويلز) خلال فعاليات "مهرجان الشعلة" بالإضافة إلى "شعلة تراثي" الخامسة في ستوك مانديفيلي وتكريماً لدورها كمكان ميلاد الحركة البارالمبية. ثم تم نقل الشعلة الأربع إلى مستشفى ستوك مانديفيلي وتم دمجها مع الشعلة التراثية خلال حفل أقيم في 28 أغسطس 2012 مما أدى إلى إنشاء شعلة فريدة للمرحلة الأخيرة من مسيرة الشعلة إلى الاستاد الأوليمبي لحفل الافتتاح.
وفي أعقاب الألعاب ظهرت دعوات لجعل "شعلة التراث" تقليدًا دائمًا للألعاب البارالمبية. في أغسطس 2013 أصبحت هذه العملية الرسمية كجزء من الشراكة بين اللجنة البارالمبية الدولية ومجلس مقاطعة باكينجهامشير بدءًا من دورة الألعاب البارالمبية الشتوية 2014 يتم إضاءة شعلة تراثية احتفالية خلال حفل في ملعب ستوك مانديفيلي والتي يتم المساهمة بها بعد ذلك في شعلة الألعاب البارالمبية التي تم إنشاؤها في البلد المضيف. أما في عام 2014 فقد تميز هذا الحفل بإشعال هانا كوكروفت شرارات باستخدام كرسيها المتحرك لإشعال الشعلة وإشعال المشعل بواسطة زميلتها الرياضية كاز والتون. وفي أكتوبر 2023 أُعلن أن تتابعات الشعلة البارالمبية المستقبلية ستبدأ رسميًا بشعلة تم إنشاؤها في ستوك مانديفيلي بالتوازي المباشر مع إضاءة الشعلة الأولمبية التقليدية في أولمبيا.

## الميداليات
الميداليات البارالمبية الممنوحة للفائزين هي رمز آخر مرتبط بالألعاب البارالمبية. حيث أن الميداليات مصنوعة من الفضة المطلية بالذهب (توصف عادة بالميداليات الذهبية) أو الفضية أو البرونزية وتُمنح لأفضل 3 متسابقين في حدث معين.
أما بالنسبة لكل دورة ألعاب بارالمبية فيتم تصميم الميداليات بشكل مختلف مما يعكس الدولة المضيفة للألعاب.

## النشيد الوطني
النشيد البارالمبي المعروف أيضًا باسم الترنيمة البارالمبية ويتم عزفه عند رفع العلم البارالمبي. إنها قطعة موسيقية بعنوان "نشيد المستقبل" ( بالإنكليزية: "Anthem of the Future") من تأليف تييري دارنيس . وقد تمت الموافقة على النشيد الوطني من قبل اللجنة البارالمبية الدولية في مارس 1996.
حيث كتب مغني الريف الأسترالي جرايم كونورز كلمات النشيد الوطني في عام 2001.

## القسم البارالمبي
يتم إلقاء القسم البارالمبي في حفل افتتاح كل دورة ألعاب بارالمبية. إنه وعد رسمي قطعه رياضي واحد وحكم واحد ومدرب واحد بصفتهم ممثلين على التوالي لجميع المنافسين البارالمبيين المشاركين وجميع الحكام البارالمبيين المسؤولين وغيرهم من المسؤولين وجميع المدربين وغيرهم من أعضاء الوفد الرياضي.
حيث يمسك الرياضي من فريق الدولة المنظمة ركنًا من العلم البارالمبي أثناء تلاوة القسم:
قسم الرياضيين
"باسم جميع المنافسين أعد بأننا سنشارك في هذه الألعاب البارالمبية مع احترام القواعد التي تحكمها والالتزام بها والالتزام برياضة خالية من المنشطات والعقاقير المخدرة بروح رياضية حقيقية من أجل مجد الرياضة وشرف فرقنا."
الحكم وهو أيضًا من الدولة المضيفة يحمل ركنًا من العلم ولكنه يؤدي قسمًا مختلفًا بعض الشيء:
قسم الحكام ( قسم المسؤولين )
"باسم جميع الحكام والمسؤولين أعد بأننا سنتولى إدارة هذه الألعاب البارالمبية بحياد تام مع احترام القواعد التي تحكمها والالتزام بها بروح رياضية حقيقية."
ويحمل مدرب المنتخب المضيف ركنًا من العلم لكنه يؤدي قسمًا مختلفًا بعض الشيء:
قسم المدربين
وبالنيابة عن جميع المدربين وأعضاء الوفد الرياضي أعدكم بأننا سوف نلتزم بضمان الالتزام الكامل بروح الروح الرياضية واللعب النظيف والحفاظ عليها وفقًا للمبادئ الأساسية للحركة البارالمبية.

### التاريخ
تم أداء القسم البارالمبي الأول في دورة الألعاب البارالمبية الأولى في روما عام 1960. حيث أن القسم البارالمبي هو نفسه القسم الأولمبي باستثناء استبدال كلمة "الأولمبي" بكلمة "البارالمبي". وقد تم كتابة القسم أصلاً بواسطة بيير دي كوبرتان. وتم أداء القسم الأول (قسم الرياضي) في دورة الألعاب الأولمبية في أنتويرب عام 1920. وقد تم تعديل النص الأصلي لكوبرتان عدة مرات منذ ذلك الحين. ثم تم أداء القسم الأول للحكم/المسؤول في دورة الألعاب الأولمبية في سابورو عام 1972. كما تم أداء القسم الأول للمدرب في دورة الألعاب البارالمبية في لندن عام 2012.

### المتحدثون
فيما يلي قائمة بالرياضيين والحكام الذين أقسموا القسم البارالمبي.
| الألعاب البارالمبية              | الرياضي                              | الحكم (موظف دولة)                    | المدرب           |
| -------------------------------- | ------------------------------------ | ------------------------------------ | ---------------- |
| الألعاب البارالمبية الصيفية 1960 | فرانكو روسي                          | –                                    | غير معروف        |
| الألعاب البارالمبية الصيفية 1964 | شيجيو أونو                           | –                                    | غير معروف        |
| الألعاب البارالمبية الصيفية 1968 |                                      | –                                    | غير معروف        |
| الألعاب البارالمبية الصيفية 1972 | مارجا فلور                           | غير معروف                            | غير معروف        |
| الألعاب البارالمبية الشتوية 1976 | غير معروف                            | غير معروف                            | غير معروف        |
| الألعاب البارالمبية الصيفية 1976 | يوجين رايمر                          | غير معروف                            | غير معروف        |
| الألعاب البارالمبية الشتوية 1980 | غير معروف                            | غير معروف                            | غير معروف        |
| الألعاب البارالمبية الصيفية 1980 | ايرين شميدت                          | هينك بورسبروك                        | غير معروف        |
| الألعاب البارالمبية الشتوية 1984 | غير معروف                            | غير معروف                            | غير معروف        |
| الألعاب البارالمبية الصيفية 1984 | أولافور كونجسباك (NY) جون هاريس (SM) | جاك أبرامسون (NY) رونالد نيكولز (SM) | غير معروف        |
| الألعاب البارالمبية الشتوية 1988 | غير معروف                            | غير معروف                            | غير معروف        |
| الألعاب البارالمبية الصيفية 1988 | سو بو كيم                            | غير معروف                            | غير معروف        |
| الألعاب البارالمبية الشتوية 1992 | لودوفيك ري روبرت                     | غير معروف                            | غير معروف        |
| الألعاب البارالمبية الصيفية 1992 | خوسيه مانويل رودريغيز إيبانيز        | غير معروف                            | غير معروف        |
| الألعاب البارالمبية الشتوية 1994 | كيتو زال بيدرسن                      | غير معروف                            | غير معروف        |
| الألعاب البارالمبية الصيفية 1996 | تريشا زورن                           | غير معروف                            | غير معروف        |
| الألعاب البارالمبية الشتوية 1998 | ريوي شينوهي                          | تاكاشي تاكانو                        | غير معروف        |
| الألعاب البارالمبية الصيفية 2000 | تريسي كروس                           | ماري لونجدين                         | غير معروف        |
| الألعاب البارالمبية الشتوية 2002 | سارة بيلمير                          | غير معروف                            | غير معروف        |
| الألعاب البارالمبية الصيفية 2004 | ماريا كالباكيدو                      | فلاسيس تامفاكيراس                    | غير معروف        |
| الألعاب البارالمبية الشتوية 2006 | فابريزيو زارديني                     | ماورو سكاناكابرا                     | غير معروف        |
| الألعاب البارالمبية الصيفية 2008 | وو تشونمياو                          | هاو جوهوا                            | غير معروف        |
| الألعاب البارالمبية الشتوية 2010 | هيرفيه لورد                          | ليندا كيرتون                         | غير معروف        |
| الألعاب البارالمبية الصيفية 2012 | ليز جونسون                           | ريتشارد أولكروفت                     | ديفيد هنتر       |
| الألعاب البارالمبية الشتوية 2014 | ڤاليرى ريدكوزوبوڤ                    | ايلينا موكيروفا                      | الكسندر نزاروف   |
| الألعاب البارالمبية الصيفية 2016 | فيليبي رودريجيز                      | راكيل دافري                          | أموري فيريسيمو   |
| الألعاب البارالمبية الشتوية 2018 | لي جو سيونج                          | غير معروف                            | غير معروف        |
| الألعاب البارالمبية الصيفية 2020 | شينغو كونيدا                         | نوبويوكي أزوما                       | يوميكو تانيجوتشي |
| الألعاب البارالمبية الصيفية 2020 | ري أوراتا                            | نوبويوكي أزوما                       | يوميكو تانيجوتشي |
| الألعاب البارالمبية الشتوية 2022 | تشانغ مينجكسو                        | تشانغ ليهينغ                         | يو تشينغشوانغ    |
| الألعاب البارالمبية الشتوية 2022 | تشن جيانشين                          | تشانغ ليهينغ                         | يو تشينغشوانغ    |
| الألعاب البارالمبية الصيفية 2024 | ساندرين مارتينيت اوريريس             | غير معروف                            | غير معروف        |
| الألعاب البارالمبية الصيفية 2024 | أرنو أسوماني                         | غير معروف                            | غير معروف        |

## الترتيب البارالمبي
وسام ألعاب البارالمبياد هو أعلى جائزة تقدمها الحركة البارالمبية. ويحصل الفائزون على ميدالية تحمل شعار اللجنة البارالمبية الدولية. كما يمنح وسام البارالمبياد للأفراد الذين قدموا مساهمات متميزة بشكل خاص في الحركة البارالمبية.

## بوست-نومينل
ابتداءً من عام 2022 قدمت اللجنة البارالمبية الدولية ألقاب ما بعد الاسم "بوست-نومينل" PLY للاعتراف بمساهمتهم في الحركة البارالمبية على غرار OLY للجنة الأولمبية الدولية. وقد تم منحها لأول مرة إلى راجنيلد مايكلبوست وكيفن كومبس .

## جالبي الحظ "التمائم"
تحتوي كل دورة ألعاب بارالمبية على تميمة وعادة ما تكون حيوانًا أصليًا للمنطقة أو في بعض الأحيان شخصيات بشرية تمثل التراث الثقافي. في الوقت الحاضر تركز معظم البضائع الموجهة للشباب على التمائم وليس على علم الألعاب البارالمبية أو شعارات المنظمات.

## روابط خارجية
- الموقع الرسمي للحركة البارالمبية – صور ومعلومات عن كل لعبة منذ عام 1960.
- العلم البارالمبي